# 高口風都
高口 風都（こうぐち かざと、1994年7月21日 - ）は、日本の子役・俳優・タレント。神奈川県出身。かつてはフォースプリングスに所属していた。

## 主な出演作品

### テレビ
- ヘルメスの悪戯（テレビ東京）

### CM
- 多摩テック
- 新キューピーコーワゴールド

### 舞台
- 赤毛のアン（2006年9月23日・24日、東京国際フォーラム） - ギルバート・フレッド 2役

### DVD
- 翔学戦隊ミラクルファイブ（2005年） - ミラクルレッド和也 役（主演）
- 悠とおじさん - 悠 役（主演）

### スチール
- キッズスタイル（2004年）

### ショー
- DIESEL ファッションショー（2004年）